# Melanotrema astrolucens
Melanotrema astrolucens är en lavart som först beskrevs av Sipman, och fick sitt nu gällande namn av Frisch. Melanotrema astrolucens ingår i släktet Melanotrema och familjen Graphidaceae.   Inga underarter finns listade i Catalogue of Life.